# Bassaniana versicolor
Bassaniana versicolor är en spindelart som först beskrevs av Eugen von Keyserling 1880.  Bassaniana versicolor ingår i släktet Bassaniana och familjen krabbspindlar. Inga underarter finns listade.